# Star Jacker
Star Jacker (スタージャッカー?) è un videogioco arcade del 1983 di genere sparatutto sviluppato da SEGA. Il gioco è stato convertito per SG-1000. È inoltre incluso nella raccolta Sega Ages Memorial Selection Vol. 2 per Sega Saturn.